# Babytegnsprog
Babytegnsprog, Tegn til Baby, babytegn eller babysigning er er simple tegn udviklet til at kommunikere med hørende spædbørn (0-12 mdr) og tumlinger (12-24 mdr). Der er udførtforskning inden for babytegn.
Babytegn er ikke et tegnsprog, da babytegnene er mere simple.

## Babytegn i praksis
Forældre og andre voksne kan anvende let gestikuleren baseret på tegn fra fx dansk tegnsprog fra barnet er 0 mdr. og indtil talesproget er fult udviklet. Du anvender tegnet sammen med sætningen/ordet, fx når du ammer, så laves der samtidig tegnet for "mælk" og nar babyen skiftes eller du fortæller din baby, at nu er det skiftetid, anvendes tegnet for "skifte". (Eksempelvis. laves tegnet for "mælk" samtidig med ordet siges og barnet efterfølgende får mælk). Anvendt tegn i babystadiet har en række statistisk påviste fordele, der følger barnet op i skolealderen. Det fremmer barnets kognitive udvikling, fremmer talesproget og reducerer frustration niveauet, da der skabes tidlig forståelse for barnets behov og ønsker.[kilde mangler]

## Adfærdsforskning
Undersøgelse viser, at spædbørn kan lære op mod 80 udtryk (eksempelvis. sulten, bamse, mor/far, "mere", mælk, sut osv.), hvis de stimuleres til at bruge dem i hverdagen.[kilde mangler]
I en artikel i britiske The Psychologist går professor og udviklingspsykolog Gwyneth Doherty-Sneddon i detaljer med den teoretiske baggrund for babytegn. 

Her udtaler hun bl.a. at babytegn ikke er noget nyt fænomen, da flere variationer af det gennem tiden er blevet brugt til at udbygge børns kognitive evner og tale ). Derudover udtaler hun, at det er bredt anerkendt, at kommunikation er en hjørnesten i et barns udvikling, om det så er kognitivt, socialt, følelsesmæssigt eller adfærdsmæssigt, er kommunikation en altafgørende faktor. ).
Et amerikansk forskerhold ledet af Acredolo og Goodwyn  har udført grundige analyse vedrørende effekten af babysigning. De fremfører at børn hurtigt fatter gestikken, når de jævnligt udsættes for fagterne af voksne omkring dem . 
Mekanismen bag disse fordele er ifølge forskerteamet:
- Et øget antal episoder af fælles visuel opmærksomhed i samspillet mellem forældre og småbørn, der er kendt for at være forbundet med forbedrede sprogkundskaber
- Muliggøre at barnet kan fokusere på emnet og sammenhæng-samtale
- Barnet får mulighed for at forstå og afklare simple begreber, som fylder meget i dets hverdag [7] [8].

## Kritik af babytegnsprog
Der har gennem de senere år været en del kritik vedrørende babytegn, hvor det bærende argument har været, at babysigning forsinker verbale kommunikations evne. Forskning har dog påvist modsatte effekt.[kilde mangler]

## References
1. ↑  Thompson, Rachel H., Cotnoir-Bichelman, Nicole M., McKerchar, Paige M.,Tate,Trista L., and Dancho, Kelly A. Enhancing Early Communication Through Infant Sign Training. Journal of Applied Behavior Analysis. 40.1 (2007): 15-23. Print.
2. ↑  Svane-Knudsen, Ditte Holst (2012-05-14). "Kan babyer kommunikere med tegnsprog?". Videnskab.dk. Hentet 2023-05-10.
3. ↑  Doherty-Sneddon, G., "The great baby signing debate", The Psychologist, Vol. 21, Part 4, April 2008, pp300-303
4. ↑  Clibbens, J., Powell, G.G. & Atkinson, E. (2002)
5. ↑  Vygotsky, L.S. (1978). Mind in society. Cambridge, MA: Harvard University Press
6. ↑  "Acredolo og Goodwyn". Arkiveret fra originalen 5. februar 2012. Hentet 13. marts 2012.
7. ↑  Acredolo, L.P., Goodwyn, S.W., Horobin, K. & Emmons, Y. (1999). The signs and sounds of early language development. In L. Balter & C. Tamis-LeMonda (Eds.) Child psychology (pp.116–139). New York: Psychology Press
8. ↑  Goodwyn, S., Acredolo, L. & Brown, C.A. (2000). Impact of symbolic gesturing on early language development. Journal of Nonverbal Behavior, 24, 81–103